# George Grenville
George Grenville (Westminster, 14 oktober 1712 – Londen, 13 november 1770) was een Brits Whig-politicus en eerste minister. Hij was een der weinige Britse eerste ministers die geen adellijke titel kreeg.

## Levensloop

### Jeugd
Zijn vader Richard Grenville zetelde voor Wendover en Buckingham in het House of Commons. Grenville zelf studeerde aan het Eton College en daarna aan de Universiteit van Oxford.
Hij studeerde echter niet af en trad toe tot de Inner Temple, waar hij in 1735 advocaat werd. Een jaar eerder werd zijn oudere broer Richard door de invloed van hun oom langs moederkant, Richard Temple, de burggraaf van Cobham, verkozen tot parlementslid in het House of Commons. Richard behoorde tot de groep Whigs die oppositie voerde tegen eerste minister Robert Walpole. Een ander bekend lid van deze groep was William Pitt de Oudere en toen George Grenville in 1741 voor Buckingham ook verkozen werd in het House of Commons, trad hij ook toe tot die groep.

### Politieke loopbaan
De groep Whigs rond burggraaf Cobham bleef ook na de val van Walpole in 1742 kritiek uitoefenen op de regering. Nadat in 1744 Lord John Carteret opstapte als minister van Buitenlandse Zaken en de broers Henry Pelham en Thomas Pelham-Holles vanaf dan de Britse politiek domineerden, stopten ze met kritiek geven op het regeringsbeleid.
Grenville hield zich als parlementslid hoofdzakelijk bezig met aangelegenheden in verband met de marine en hoopte op deze manier belangrijker te worden in de Britse politiek. In 1747 trad hij toe tot het bestuur van de Thesaurie, om zo meer financiële en administratieve vaardigheden op te doen.
In mei 1749 huwde hij met Elizabeth Wyndham. Dit was de dochter van Sir William Wyndham, die ten tijde van Walpole een belangrijke Tory-politicus was. Haar grootvader, de hertog van Somerset, was niet tevreden met het huwelijk en bij zijn dood enkele maanden voor het huwelijk erfde ze dan ook niet veel van hem. Haar broer Charles was echter een grote voorstander van het huwelijk. Het koppel zou in totaal vier zonen en vijf dochters krijgen. De jongste zoon, William Wyndham Grenville, werd in 1806 premier van het Verenigd Koninkrijk.
Na de dood van Henry Pelham, werd Grenville in 1754 schatbewaarder van de Marine. Hij behoorde binnen de Whigs nu tot de strekking rond William Pitt de Oudere in het House of Commons en zijn oudere broer Richard Grenville, nu graaf Temple, in het House of Lords die zich afzette tegen de nieuwe premier Thomas Pelham, beter bekend als de hertog van Newcastle. Dat was vreemd omdat Pitt als penningmeester van de Marine deel uitmaakte van de regering, maar Newcastle en Pitt hadden een tamelijk moeilijke relatie. Omdat Pitt dus in de regering zat, leidde Grenville deze groep in het House of Commons. De band tussen Pitt en Grenville werd nog nauwer toen Pitt huwde met zijn zus Hester, waardoor ze vanaf toen schoonbroers waren.
In november 1755 werd Grenville ontslagen als schatbewaarder van de marine, maar hij hoopte op promotie toen in 1756 de hertog van Devonshire en daarna in 1757 opnieuw Newcastle premier werden. Hij hoopte om Chancellor of the Exchequer te worden, maar werd van 1756 tot 1762 terug schatbewaarder van de Marine. In deze functie bracht hij in 1758 een wet in stemming voor een meer rechtvaardig systeem voor de loonbetaling aan matrozen.
In 1760 beklom George III de Britse troon. Grenville en George III hadden vanaf de jaren 1750 een zeer goede relatie, terwijl de banden met Pitt de Oudere en zijn broer Richard eerder bekoelden. In oktober 1761 namen Pitt de Oudere en Richard ontslag uit de regering na conflicten over de manier van oorlogsvoering in de Zevenjarige Oorlog, terwijl George Grenville in de regering bleef. Nadat hij weigerde om Pitt op te volgen als minister van Buitenlandse Zaken, stelde aan de koning voor om zijn andere schoonbroer Charles Wyndham, graaf van Egremont, te benoemen tot minister. In plaats daarvan werd George Grenville leider van het House of Commons.
Ook na het ontslag van Newcastle in 1762 bleef hij in de regering en werd onder de Tory-premier John Stuart, Graaf Bute, minister van het Noordelijke Departement. De relatie tussen Grenville en Bute was echter niet goed, waardoor hij zich algauw ongelukkig voelde in de regering. Hij had conflicten met Bute en de koning over de manier om vrede te bereiken en voelde zich aan de kant geschoven. Hij nam ontslag als minister van het Noordelijke Departement en kreeg in de plaats de functie hoofd van de Admiraliteit.
In 1763 vroeg de koning, die niet wilde dat Newcastle of Pitt terug in de regering kwam, aan Grenville om premier en Chancellor of the Exchequer te worden en aanvaardde beide functies. Tijdens zijn premierschap liet hij de radicale journalist John Wilkes vervolgen, die vooral persoonlijke aanvallen voerde, zowel tegen de vorige premier Bute, die hierdoor ontslag nam, als tegen de koning.
Door de hoge oorlogskosten in de Zevenjarige Oorlog voelde Grenville zich ook gedwongen om de Amerikaanse kolonisten meer te laten bijdragen om deze te kunnen betalen, wat leidde tot de Stamp Act. De Amerikanen protesteerden hier hevig tegen, de relatie tussen de Amerikanen en hun Britse kolonisator verslechterde en uiteindelijk zou in 1776 de Amerikaanse Onafhankelijkheidsoorlog uitbreken. Ook voerde hij de cidertaks uit, die zijn voorganger John Stuart had ingesteld. Via de cidertaks kreeg hij de bijnaam van brave herder, nadat hij bij de bespreking in het parlement, tot vervelens toe vroeg waar hij dan wel belastingen moest heffen als het niet op cider kon. Pitt de Oudere floot daarop de melodie van het bekende liedje brave herder, waar dan wel en het parlement barstte in lachen uit. Grenville was als premier zeer deskundig, maar het ontbrak hem aan de kunst om met mensen om te gaan.
George III begon zijn geduld met Grenville te verliezen en zijn assertieve houding en de wil om alle officiële benoemingen te controleren stoorden de koning mateloos. Hij vond dat Grenville hem als een marionet behandelde en Grenville werd in 1765 ontslagen als eerste minister. Vervolgens werd Charles Watson-Wentworth, de markies van Rockingham, de nieuwe premier.
Grenville bleef tot aan zijn dood in 1770 nog lid van het House of Commons, maar kwam niet meer op het politieke voorplan omdat hij te veel vijanden had gemaakt, ook niet nadat Newcastle en Pitt de Oudere eind jaren 1760 terug in de regering kwamen.